# Josep Aymemí Ferrer
Josep Aymemí Ferrer (Almoster, 1881-1952) fou un missioner català que va destacar com a predicador a Texas, a Mèxic, amb tribus de natius americans d'Arizona, al Perú, a Cuba i altres llocs (fins a 15 missions). El seu germà Antoni Aymemí Ferrer també fou missioner.